# Ластівка малазійська
Ластівка малазійська (Cecropis badia) — вид горобцеподібних птахів родини ластівкових (Hirundinidae). Мешкає в Південно-Східній Азії. Раніше вважався підвидом синьоголової ластівки, однак був визнаний окремим видом.

## Поширення і екологія
Малазійські ластівки мешкають на Малайському півострові. Вони живуть на відкритих місцевостях і в рідколіссях. Живляться комахами, яких ловлять в польоті.